# Драгомощенко, Аркадий Трофимович
Арка́дий Трофи́мович Драгомо́щенко (3 февраля 1946, Потсдам — 12 сентября 2012, Санкт-Петербург) — русский поэт, прозаик, эссеист и переводчик. Представитель метареализма — течения в поэзии 1970—1990-х годов, означающее «метафизический», или «метафорический реализм», а также языковой поэзии.

## Биография
Родился 3 февраля 1946 года в Потсдаме. Жил в Виннице, учился на филологическом факультете Винницкого пединститута, затем на театроведческом факультете Ленинградского института театра, музыки и кинематографии. Заведовал литературной частью в театрах Смоленска и Ленинграда, работал редактором, журнальным обозревателем.
Публиковался в самиздате с 1974 года. Был редактором Петербургского отделения журнала «Комментарии» (Москва-Петербург) с 1990 по 2000 год и членом редколлегии самиздатского журнала «Часы» (Ленинград, 1974—1983). Преподавал в СПбГУ, Калифорнийском университете в Сан-Диего, Нью-Йоркском университете и Университете штата Нью-Йорк в Буффало.
Вплоть до своей кончины вёл семинар «Иные логики письма» на факультете свободных искусств и наук СПбГУ.
Первый лауреат Премии Андрея Белого в области прозы (1978, за роман «Расположение среди домов и деревьев», опубликованный отдельным приложением к журналу «Часы»). В 1980—2001 годах был членом жюри премии Андрея Белого.
«Electronic Тext Аward» («for Рoetry from Phosphor»), — Премия электронного журнала POST MODERN CULTURE 1995 года. Международная литературная премия «The Franc-tireur Silver Bullet» 2009 года.[прояснить]
Первая типографская публикация — в 1985 году. Подборка стихов была опубликована в 12 номере журнала «Родник», выходящем в Риге. Первая книга издана в 1990 году.
Скончался на 67-м году жизни 12 сентября 2012 года.
По завещанию, поэта кремировали и его прах развеяли у маяка в Кронштадте.
В 2014 году была учреждена поэтическая премия Аркадия Драгомощенко.

## Творчество
Поэзия Драгомощенко близка метареализму своим стремлением увидеть мир как вязь сложных, неочевидных закономерностей и взаимосвязей.
Как и Алексей Парщиков (или Илья Кутик), которые, однако, не связаны с эстетикой свободного стиха, Драгомощенко тяготел к барочному, пространному, отстранённому, эпическому видению и методу изложения: у него длинные витиеватые тексты, длинные сложно-сочинённо-подчинённые предложения с очень разветвлённым синтаксисом, длинные строки тонко инструментованного верлибра. На поэтическую культуру Драгомощенко первостепенное влияние, после русского барокко, оказала американская поэзия второй половины XX века, из которой он много переводил таких авторов, как Чарлз Олсон, Майкл Палмер, Лин Хеджинян, Джон Эшбери; в свою очередь, поэзия Драгомощенко получила признание в американской литературной среде, две его книги стихов вышли в США по-английски.
В то же время американская исследовательница Марджори Перлофф предостерегает от излишнего сближения поэтики Драгомощенко со сходными американскими явлениями, в первую очередь с поэтами языковой школы, указывая, что она «скорее напоминает Рембо и Тракля, Целана и, быть может, Эме Сезара», поскольку «для Драгомощенко язык не является уже всегда усвоенным и присвоенным, предопределённым и предпосланным, с чем американские поэты считают своим долгом неустанно бороться».

## Книги
- Небо соответствий. — Л.: Советский писатель, 1990.
- «Description» (на англ. яз.), Sun & Moon Press, US, 1990.
- «Xenia» (на англ. яз.), Sun & Moon Press, 1993.
- Ксении. — СПб.: Борей-Art; Митин журнал, 1993.
- Под подозрением. — СПб.: Борей-Art, 1994.
- Фосфор: Роман. — СПб.: Северо-Запад, 1994.
- Китайское солнце: Роман. — СПб.: Борей-Art; Митин журнал, 1997.
- «Chinese Sun», (в переводе на англ. язык E. Pavlov) UDP, New York, 2005.
- Описание: [Избранные стихи]. — СПб.: Гуманитарная академия, 2000.
- На берегах исключенной реки. — М.: О.Г.И., 2005.
- Безразличия: Рассказы, повесть. — СПб.: Борей-Арт. 2007.
- «DUST», «Dalkey Archive Press», Champaign-London, 2008.
- «POP 3», совместно с Маргаритой Меклиной, изд-во «Lulu Press», 2009.
- Тавтология: Стихотворения, эссе / Предисл. А. Скидана, послесл. Е. Павлова. — М.: Новое литературное обозрение, 2011.
- Устранение неизвестного: [Избранная проза] / Вступ. статья А. Скидана. — М.: Новое литературное обозрение, 2013.
- Тень черепахи: [Проза]. — СПб.: Борей Арт, 2014.
- Великое однообразие любви: [Стихи]. — СПб.: Пальмира, 2016. — 224 с. — (Серия «Часть речи»).
- Почерк: [Стихи] / Предисл. Н. Савченковой. — СПб.: Лимбус Пресс, 2016. — 144 с.
- Расположение в домах и деревьях: Роман. — М.: РИПОЛ классик; Пальмира, 2019. — 447 с.